# Мультики (роман)
«Мультики» — роман Михаила Елизарова, изданный в 2010 году издательством АСТ. Выход переиздания состоялся спустя 10 лет.
Главный герой книги — советский школьник Герман Рымбаев, ставший членом банды гопников. Шайка, участником которой является восьмиклассник, придумала прибыльную схему под названием «мультики»: две девушки показывали прохожим свои голые тела, а остальные хулиганы требовали у людей деньги за увиденное. Во время одной из подобных вылазок Герман был задержан милиционерами. Мальчик попал в Детскую комнату милиции № 7, где за исправление хулигана взялся педагог Алексей Разумовский. Он показал школьнику мистический диафильм под названием «К новой жизни!». Во время просмотра «мультиков» Рымбаев потерял сознание, после чего очнулся в больнице. Медики пришли к выводу, что школьник столкнулся с галлюцинациями. После пережитого подросток исправился, перестал хулиганить, а позже поступил в пединститут. При этом в произведении не дано чёткого ответа, были ли пережитые подростком события в Детской комнате милиции реальностью.
Изначально «Мультики» планировались Михаилом Елизаровым как рассказ. Однако позже текст перерос в полноценный роман. Литераторы отнесли произведение к разным жанрам: роман воспитания, школьная повесть, сюрреалистический роман и литература ужасов.
Важное место в романе уделено перестройке и переосмыслению советской системы перевоспитания. Литературоведы заметили сходство произведения с книгами Энтони Бёрджесса, Владимира Сорокина, Виктора Пелевина, Аркадия Гайдара, Антона Макаренко и других авторов. Критики высказывали разные мнения о произведении «Мультики»: были как положительные (Александр Секацкий, Лев Данилкин, Вадим Левенталь), так и отрицательные (Александр Кузьменков, Анна Козлова, Сергей Коровин) отзывы. Одним из главных недостатков романа многие критики назвали его вторичность.
В 2011 году книга «Мультики» вошла в список из шести финалистов российской литературной премии «Национальный бестселлер», но уступила победу роману Дмитрия Быкова «Остромов, или Ученик чародея». В 2020 году по «Мультикам» был поставлен спектакль на сцене «Первого театра» в Новосибирске.

## Сюжет

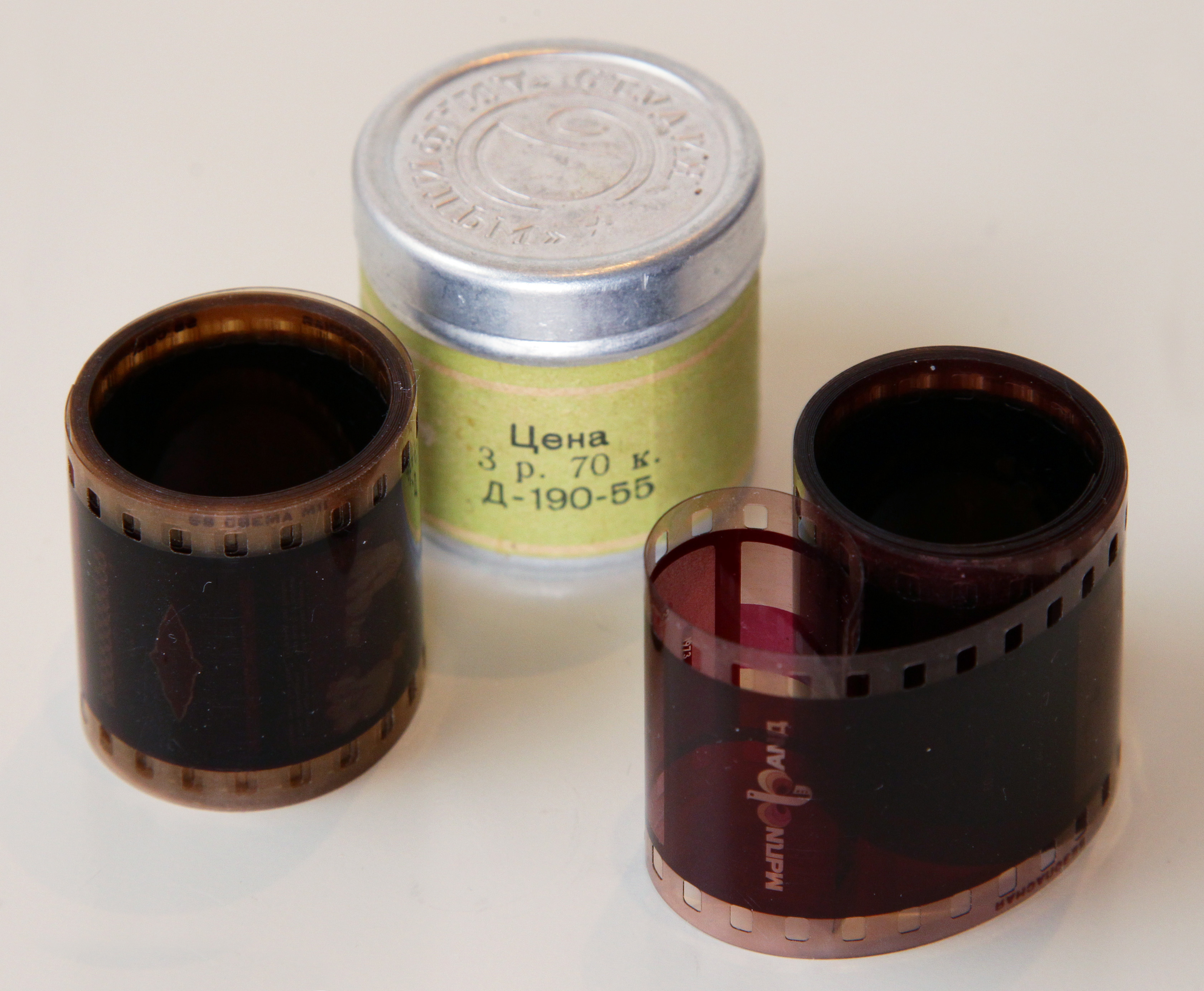
Главного героя романа «Мультики» перевоспитывают, показывая ему диафильм

В 1988 году простой советский подросток Герман Рымбаев сдал экзамены и окончил седьмой класс школы в тихом провинциальном городке Краснославске. Очередной учебный год мальчик начал уже в новом образовательном учреждении, которое располагалось в совершенно другом населённом пункте — крупном промышленном центре. Именно туда приняли решение переехать родители школьника. Отношения с новыми одноклассниками у Германа не сложились. Однако юношу приняла уличная компания, «обитающая» на окраине города: пройдя проверку дракой, главный герой становится участником банды гопников и получает от компаньонов кличку Рэмбо. В составе шайки Герман участвует в характерных для уличных хулиганов «развлечениях» — нападениях на прохожих и отъёме у них денег. Образ жизни изменившегося школьника становится явно маргинальным: подросток употребляет алкогольные напитки и ведёт беспорядочную половую жизнь.
Однажды одному из лидеров банды, гопнику по кличке Борман, пришла в голову мысль заняться гораздо более прибыльным делом, нежели обычный гоп-стоп. Идея получила название «Мультики». Заключалась она в следующем: две участницы шайки, Аня и Света, надевали шубу на голое тело, подходили к случайному прохожему и раскрывали свою верхнюю одежду. Вскоре к месту происходящего подбегали сообщники девушек и требовали у прохожего деньги за то, что тот «видел мультики». Обычно смущённые и шокированные свидетели «стриптиза» не сопротивлялись и отдавали хулиганам имевшиеся у них в карманах купюры. Некоторым прохожим настолько нравилось уличное представление, что они с удовольствием делились с гопниками деньгами. Первое время компания неплохо зарабатывала своей деятельностью. Так, полученных денег Герману хватило на приобретение магнитофона и часов.
Однако вылазка, состоявшаяся весной 1989 года, завершилась для банды неудачно. Один из граждан, пострадавших от действий подростков, обратился в правоохранительные органы сразу же после нападения. Милиционеры начали погоню за гопниками. Герман помог своим друзьям уйти от преследования, однако сам в итоге попал в руки правоохранителей. Рымбаева отвезли в Детскую комнату милиции № 7, где его встретила старший инспектор Ольга Викторовна Данько. Женщина отвела мальчика в отдельное помещение — изолятор, куда спустя некоторое время зашёл педагог Алексей Аркадьевич Разумовский (он же Разум). В руках у него находился проектор. Мужчина начал показывать задержанному школьнику диафильм под названием «К новой жизни!». В основе сюжета «мультиков» — история жизни мальчика, в котором угадываются черты самого Разумовского. Выяснилось, что во время своего послевоенного детства Алексей был маньяком: он жестоко убил нескольких своих одноклассников. Ребёнку-убийце грозило пожизненное принудительное лечение в психиатрической больнице. Однако мальчику помог педагог Виктор Гребенюк. В итоге Разум не просто реабилитировался, но и выбрал в итоге ту же профессию, что и его спаситель. Позже сюжет диафильма становится «матрёшкой». Оказывается, что и Гребенюк в детстве был преступником, а перевоспитал его Арсений Сухово, которого в свою очередь наставил на путь истинный Дмитрий Книппен. Диафильм «К новой жизни!» завершается появлением рисунков, персонажем которых стал сам Герман. Юный зритель удивлён: в диафильме 1951 года выпуска почти в точности повторяется история, которая происходила буквально несколько часов назад. Школьник чувствует, что у него появляется мультипликационный «двойник», который управляет им. Этот самый «двойник» называет Разумовскому фамилии всех сообщников Германа. Таким образом, юный преступник выдал своих друзей голосом персонажа диафильма.
Во время процесса «перевоспитания» Рымбаев потерял сознание, а пришёл в себя уже в госпитале. Оказалось, что у юного пациента серьёзные проблемы со здоровьем: подозревается эпилепсия. Вернувшийся домой Герман пытается выяснить у родителей, что же с ним произошло недавно. Юноша обвиняет мать и отца в том, что они всё от него скрывают и планируют вернуть его в реформаторий. Однако родители главного героя всё отрицают и уверяют сына, что не знают ни о какой Детской комнате милиции. Справиться с последствиями припадка Герману помогает врач Артур Сергеевич Божко. Медик доказал пациенту, что всё произошедшее было лишь видениями и галлюцинациями.
Однако Герман стал находить всё больше знаков, указывающих на то, что посещение Детской комнаты милиции с просмотром мистического диафильма всё же имело место. Так, Рымбаев пытался поговорить с кем-то из бывших членов банды, которых сдал его «двойник». Однако юноша так не нашёл никого из тех, с кем когда-то устраивал гоп-стоп. А однажды главному герою пришла бандероль — коробка с диафильмом под названием «К новой жизни!». Переживший сложный период Герман стал студентом педагогического института. Припадки так и не ушли из жизни Рымбаева: парень переживает их заново.

## История создания
«Мультики» начинались как пятнадцатый рассказ к предыдущему сборнику «Кубики». Я думал, что темы – зернышки, отобранные мной для сборника, – одинаковы, но из этой вдруг начал расти огромный баобаб. И пришлось пересадить его в другой горшок.
По словам Михаила Елизарова, изначально планировалось, что произведение «Мультики» станет одним из рассказов для сборника «Кубики». Однако в процессе написания писатель понял, что его работу уже нельзя отнести к малой прозе: её объём становился уже достаточно большим. Таким образом, рассказ превратился в роман.
В интервью литературному журналу «Вещь» Елизаров признавался, что произведение «Мультики» получалось у него довольно легко, в отличие от некоторых предыдущих его работ. В период создания романа автор трудился над ним несколько часов в неделю — по выходным дням. В остальные дни у писателя была другая деятельность. Елизаров рассказывал, что при составлении сюжета «Мультиков» он не опирался на собственный жизненный опыт, так как никогда не попадал в детскую комнату милиции. Однако имеющихся у него знаний о принципах работы исправительных учреждений автор посчитал достаточными для создания романа, главным героем которого стал хулиган.
Книга «Мультики» была издана в 2010 году издательством АСТ, став третьим на тот момент романом Елизарова после произведений «Pasternak» и «Библиотекарь». В 2012 году роман был переведён на итальянский язык Джулией Маркуччи и опубликован издательством Atmosphere libri.
В 2020 году издательство АСТ переиздало роман в «Редакции Елены Шубиной». Книга получила минималистичное оформление: на «разрисованной» обложке — картинки, напоминающие каракули школьников. В рамочке — небольшая картинка, на которой изображены люди, плывущие по реке в огромной калоше. Похожий рисунок главный герой романа Герман Рымбаев увидел на обложке детской книги «Герка, Бобик и капитан Галоша», найденной у друга Ильи Лифшица.

## Анализ романа

### Время и место действия
«Мультики» Михаила Елизарова — самая впечатляющая метафора перестройки и всего последующего, из всех, какие я знаю.

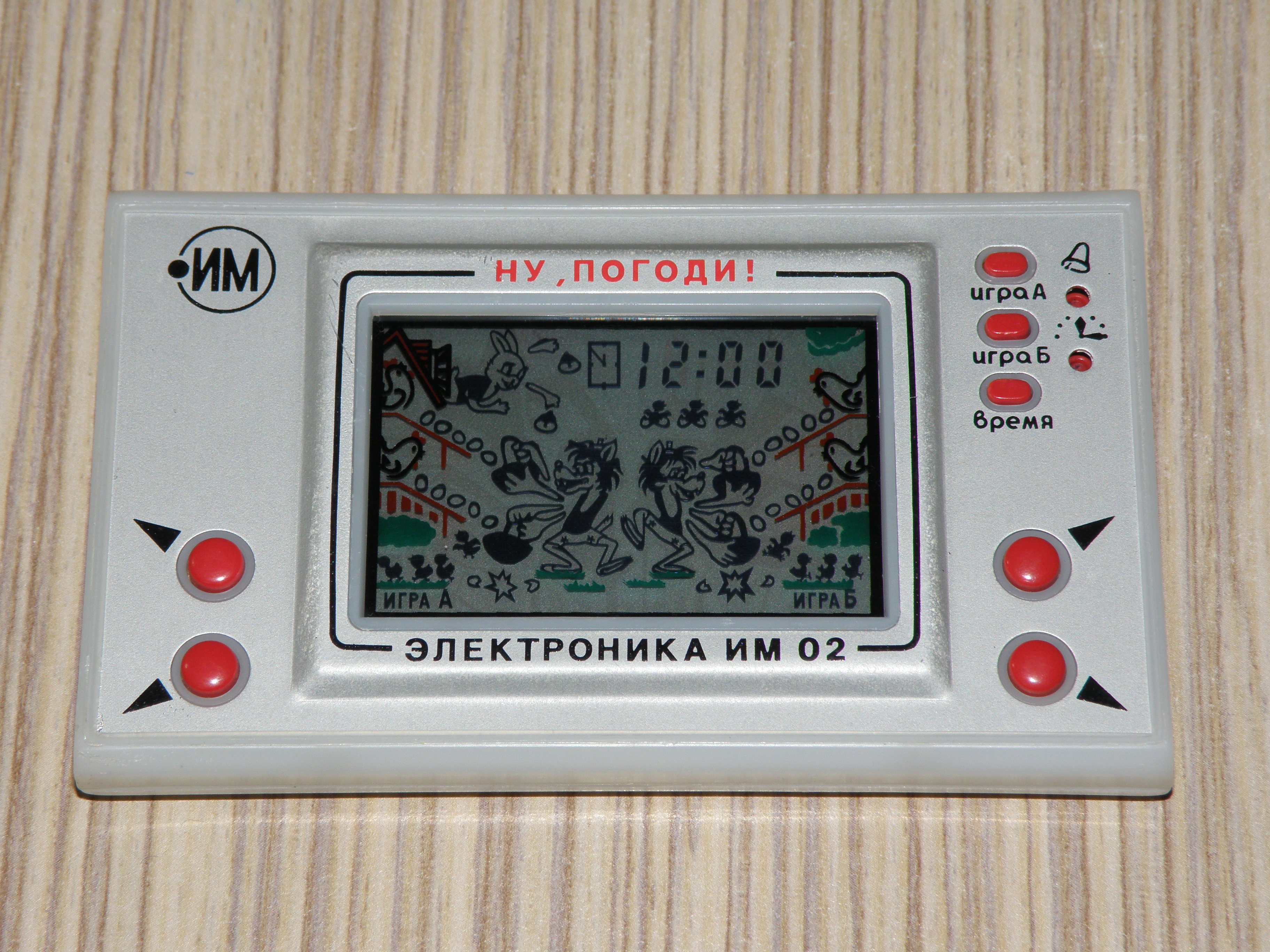
Электронная игра «Ну, погоди!» — один из «артефактов» перестройки, упоминаемых в романе

Действие значительной части романа «Мультики» разворачивается в конце 1980-х годов. В начале произведения рассказывается о несуществующем маленьком городе Краснославске. Далее главный герой переезжает в большой город с «метро и оперным театром». Название этого крупного промышленного центра в романе не упоминается, однако по некоторым чертам в нём угадывается Харьков. Рецензент Владимир Титов предположил, что, оставляя анонимным второй населённый пункт, автор хотел показать бездушие мегаполиса на фоне уюта провинции. В переезде Германа Рымбаева в большой город литературный критик Вячеслав Курицын увидел сходство с биографией автора книги: раннее детство Михаил Елизаров провёл в Ивано-Франковске, позже будущий писатель переехал в Харьков.
Важное место в произведении занимает мотив перестройки. В «Мультиках» показано изменение жизни людей в эпоху перемен. Так, для родителей Германа грядущие серьёзные политические нововведения отодвигают семейные проблемы на второй план. В итоге отец и мать главного героя ослабляют контроль над сыном, и мальчик начинает воспитываться улицей. По мнению литературного критика Алексея Колобродова, Михаил Елизаров достаточно точно описал подростковую среду того времени: школьные классы были менее дружны, чем уличные компании.
Также упоминаются важные события, случившиеся в СССР незадолго до его распада. Например, во время гулянки один из участников банды гопников начал трясти стол, «пародируя» Спитакское землетрясение, произошедшее в конце 1988 года. Кроме того, в книге не обходится без «артефактов» перестроечной эпохи: сигареты «Космос», курсы по самообороне, чистые аудиокассеты (которые можно смело преподносить в качестве подарка), кино со специфическим переводом, игральные карты с фотографиями обнажённых женщин, карманная электронная игра «Ну, погоди!». Владимир Титов в своей рецензии выразил уверенность в том, что автор романа «Мультики» ностальгирует по этим приметам позднесоветской юности.
Описываемый в романе способ отъёма хулиганами денег у прохожих имеет в произведении такое же название, что и заголовок романа — «мультики». Рецензенты Елена Колядина и Алексей Колобродов вспоминали, что похожее хулиганское «развлечение» действительно существовало на закате Советского Союза. Правда, называлось оно иначе — «чебурашка». Не исключено, что это было связано с полушубками-«чебурашками», которые раскрывали девушки, чтобы показать случайным прохожим свои голые тела. Также возможно, что название было иронической отсылкой к творчеству детского писателя Эдуарда Успенского.
Временем действия заключительной части произведения является первая половина девяностых годов — период после распада СССР. Несмотря на все геополитические изменения, главному герою книги удалось сохранить целостное восприятие окружающей действительности. Символом такой картины мира и СССР в целом в романе является диафильм «К новой жизни!», который Герман Рымбаев просмотрел в Детской комнате милиции.

### Жанровые особенности
Критики отмечали многоплановость произведения и причисляли его к различным жанрам: сюрреалистический роман, роман воспитания (или антивоспитания), школьная повесть, литература ужасов и даже роман-комикс. При этом публицист Александр Секацкий отметил, что автор произведения и не собирался «попадать» в определённый жанр.
В статье «Функционирование советского дискурса в романе М. Елизарова „Мультики“» писатель и филолог Булат Ханов обратил особое внимание на сочетание «воспитательной» и «школьной» частей произведения. По мнению критика, первая из этих составных частей символизирует СССР, а вторая — уже постсоветское мировоззрение. Искусственность данного сочетания подчёркивается наличием нехарактерной для этих жанров гиперболизации насилия. Чертами школьного романа в книге «Мультики» является описание таких проблем, как недопонимание между взрослыми (родителями, педагогами) и детьми. Аналогичной особенностью отличаются написанные в 1970-е и 1980-е годы произведения советских писателей Анатолия Алексина, Владимира Железникова, Владимира Тендрякова. Проявлением романа воспитания в «Мультиках» стал мотив «перерождения» уличного хулигана в будущего педагога. Однако Антон Семикин пришёл к выводу, что книгу Михаила Елизарова можно назвать и «романом антивоспитания», ведь участие в шайке даёт главному герою возможность получить умения, которые могут понадобиться ему в «лихие девяностые».
Сначала «школьно-воспитательная» часть романа имеет черты реализма с прямым описанием окружающей действительности. Однако постепенно в произведении проявляются особенности сюрреалистического романа. Во время просмотра диафильма «К новой жизни!» Герман Рымбаев по сути оказывается по ту сторону действительности. Правда, неизвестно, что именно пережил главный герой: реальность, сновидение, фантазию или серьёзный недуг. Чёткого ответа в произведении нет. А Александр Кузьменков увидел в демонстрации юному хулигану «мультиков» своеобразную докучную сказку с повторением одного и того же мотива — перевоспитания человека. Участниками этой «цепочки» являются герои произведения — Герман Рымбаев, Алексей Разумовский, Виктор Гребенюк, Арсений Сухово.
Есть в книге и черты литературы ужасов. Так, в романе рассказывается о преступлениях Алёши Разума: мальчик жестоко убил и расчленил нескольких одноклассников. Описание этих убийств приводится с натуралистическими подробностями, которые могут шокировать читателя. Однако в определённый момент в хорроре появляются признаки фарса: школьник-убийца начинает «играться» с отрезанными частями тел и сопровождать свои действия матерными выражениями. Подобную особенность романа «Мультики» рецензенты Антон Семикин и Александр Кузьменков посчитали отсылкой к популярному в 1970-е годы жанру «детские страшилки». Кроме того, Семикин сравнил мистическое здание Детской комнаты милиции № 7 с таинственным «чёрным-чёрным домом» из детского фольклора.
Важное место в произведении Михаила Елизарова занимает визуальность: подробно приводится содержание диафильма, который главный герой смотрит в исправительном учреждении. По мнению Александра Секацкого, словесное описание «мультика» оказалось в романе более ярким, чем могли бы быть условные картинки. Алексей Колобродов назвал книгу «романом-комиксом» и предположил, что упор на визуальность романа объясняется связью автора с киноискусством: Михаил Елизаров проходил обучение в киношколе и тесно общается с мультипликаторами.

### Сходства с другими произведениями
Роман «Мультики» можно разделить на три условные части. В первой трети произведения рассказывается о превращении главного персонажа в гопника. Реалистичное описание жизни и быта уличных хулиганов напомнило рецензентам Андрею Степанову и Татьяне Казариной сборник Владимира Козлова «Гопники». Кроме того, Степанов увидел в первой части романа Елизарова сходства с «пацанскими» рассказами Захара Прилепина и с произведениями Романа Сенчина. Литературный критик Александр Кузьменков назвал начало романа «Мультики» «ухудшенной копией» книги Эдуарда Лимонова «Подросток Савенко».
Вторая часть произведения посвящена перевоспитанию главного героя: юного хулигана «превращают» в законопослушного человека путём демонстрации ему картинок на экране. Этот сюжетный ход напоминает кульминационный момент романа «Заводной апельсин»: главный герой данной книги Алекс проходит похожее «лечение». На сходство «Мультиков» с известным произведением британского писателя Энтони Бёрджесса обратили внимание рецензенты Ксения Букша, Владимир Титов, Дмитрий Ханчин, Александр Кузьменков. Обозреватель Антон Семикин и вовсе охарактеризовал роман Михаила Елизарова как «советский ответ „Заводному апельсину“». Правда, критики пришли к выводу, что между произведениями Елизарова и Бёрджесса всё же есть заметная разница. Так, в отличие от метода, описанного в «Мультиках», в системе исправления преступника из «Заводного апельсина» нет никакой мистики. Кроме того, перевоспитание главного героя «Заводного апельсина» было показано как одно из ужасных последствий тоталитаризма. В «Мультиках» же в «реабилитации» бывшего хулигана виден положительный момент: человек получает возможность выбрать правильный путь и реализовать себя. Рецензент Михаил Подзорный сравнил «Мультики» с ещё одним романом, важное место в сюжете которого занимает исправление преступника и отключение «лишней» части мозга. Речь идёт о произведении Кена Кизи «Над кукушкиным гнездом».
Вторая треть романа «Мультики» отличается ещё одной важной особенностью — переходом от реализма к сюрреализму. В этом плане рецензент Сергей Коровин увидел в произведении сходство с работами писателя Владимира Сорокина. Критик Андрей Степанов также заметил подобную взаимосвязь, но обратил внимание и на серьёзное различие: если в романах и рассказах Сорокина переход от «нормального» описания к абсурду является резким, то в книге Елизарова — постепенным и с элементами саспенса. Похожее построение сюжета встречается и в рассказе Эдгара Аллана По «Низвержение в Мальстрём». Что касается сходства «Мультиков» с творчеством Сорокина, то критик Валерий Бондаренко обратил внимание на конкретное произведение — роман «Тридцатая любовь Марины», заглавная героиня которого проходит путь от склонной к промискуитету диссидентки к ударнице труда. Причём этот переход показан в ироничной и абсурдной форме. Похожим путём, по мнению рецензента, «исправляется» и Герман Рымбаев. Сам Елизаров скептически относился к сравнению его произведений с творчеством Сорокина:
Просто определённого рода критикам необходима пресловутая печка, от которой можно плясать. Без неё они дезориентированы в текстовом пространстве. Эта, в общем-то, продуктивная методика легко дарит пару абзацев, в которых можно сообщить, что Елизаров похож на Сорокина.
Также во второй части произведения подробно описываются чудовищные преступления Алёши Разума. Совершённые мальчиком убийства напомнили Владимиру Титову фантазии рассказчика из романа японского писателя Юкио Мисимы «Исповедь маски». А критик Алексей Колобродов заметил сходство мрачного повествования «Мультиков» с творчеством Юрия Мамлеева.
Ещё одной особенностью второй трети романа является «плакатность» языка и использование немалого количества советских штампов, особенно связанных с перевоспитанием подростков. Виктор Топоров пришёл к выводу, что в «Мультиках» пародируются творчество педагога Антона Макаренко, а именно, роман «Педагогическая поэма» и повесть «Флаги на башнях». А рецензент Михаил Бойко увидел схожесть с прозой Аркадия Гайдара, творчество которого нравится Михаилу Елизарову. Алексей Колобродов нашёл конкретную отсылку: фраза Гребенюка «Разум, уморил! „Труп сделал из обезьяны человека!“ Гениально! Да ты юморист! Зощенко! Кукрыниксы!» является эквивалентом фразы из гайдаровской «Судьбы барабанщика»: «Старика Якова запереть в инвалидный дом! Юморист! Гоголь! Смирнов-Сокольский!».
Что касается темы судьбы в книге «Мультики», то писатель и критик Булат Ханов заметил схожие моменты с рассказом Александра Пушкина «Пиковая дама». Так, у Германа Рымбаева есть ощущение предопределённости, которое позже оправдывалось (в том числе предчувствие гибели одноклассников Алфёрова и Новиковой). Кроме того, имя главного героя елизаровского романа (Герман) почти совпадает с фамилией протагониста пушкинского произведения (Германн). Сходство есть и в «карточном» мотиве: один из участников шайки подарил своему другу игральные эротические карты с голыми женщинами.
В заключительной части романа на передний план выходит мотив невозможности отделения реальности от галлюцинаций, сна от яви. Главному герою трудно разобраться, действительно ли пережитое им событие произошло на самом деле или же оно лишь почудилось ему из-за психического или неврологического заболевания. В этом плане Александр Кузьменков увидел сходство с творчеством Виктора Пелевина. Что касается отсутствия чёткого момента окончания «реального» повествования и начала бреда, то похожий приём есть в рассказе «Гробовщик» из пушкинских «Повестей Белкина».

### Мотив перевоспитания
Не скажу, что я пытался смеяться над советской педагогической системой, спорить с тем же Макаренко, который считал, что из любого хулигана можно сделать хорошего человека. Книга — это некий гротеск. И я пишу не реалистическую историю, мой роман — это сказка. Это переживания лирического героя, в жизнь которого вторглось необычное, необъяснимое.
Кульминационным моментом романа «Мультики» является попадание главного героя, Германа Рымбаева, в детскую комнату милиции. Там школьника перевоспитывают, показывая ему диафильм об историях превращения бывших хулиганов в «настоящих советских людей». Мнение рецензентов о том, что хотел сказать этим автор произведения, разделились. По мнению Валерия Бондаренко, Михаил Елизаров высмеивает популярный в СССР стереотип о возможности перевоспитания абсолютно любого человека. Виктор Топоров увидел в «педагогической» части романа не только пародию на методику Антона Макаренко, но и символическую демонстрацию вербовки героя-доносчика советскими органами госбезопасности: персонаж попадает в «орден» педагогов после того, как сдал своих бывших товарищей. По словам публициста, во времена эпохи застоя человека, ведущего антисоветскую деятельность, не привлекали к серьёзной ответственности при условии покаяния и раскрытия нужных имён.
Другие рецензенты пришли к противоположному выводу: по их мнению, Елизаров сакрализирует советскую педагогическую систему и положительно отзывается о ней. Булат Ханов отметил, что автор показывает в произведении нереализованный потенциал советского общества, в котором люди непритворно заинтересованы в реабилитации преступников. Лев Данилкин увидел в романе признаки ностальгии по «заботе-в-высшем-смысле».
Антон Семикин неоднозначно воспринял мотив перевоспитания в романе «Мультики». С одной стороны, автор ностальгирует по СССР, а система перевоспитания является в книге объектом восхищения. С другой стороны, в произведении есть сатирическая составляющая, а описанная педагогическая методика доведена до абсурда. Сам Михаил Елизаров не согласился с тем, что в произведении есть высмеивание советской педагогики. При этом писатель не стал отрицать наличие в книге элементов гротеска.
Доктор филологических наук Татьяна Казарина увидела в перевоспитании Германа Рымбаева церемонию посвящения в могущественный педагогический «клан»: реабилитировавшийся хулиган принимает эстафету от своего наставника. Причём всех педагогов объединяет следующий момент: до наставления на праведный путь все они вели преступную деятельность. Поэтому они сохраняют некоторые хулиганские повадки даже после перевоспитания. В качестве примера филолог привела специфический юмор, которым Разум Аркадьевич делится со своим учителем Виктором Тарасовичем Гребенюком: «Скажите, вот если бы Родион Раскольников писал стихи, то какие бы это были стихи? Рубаи!». Автор научной статьи «Концепция человека в романах М. Елизарова» Марина Безрукавая также обратила внимание на тот факт, что педагогами в произведении «Мультики» становились бывшие преступники, так как они могут лучше чувствовать возможные пути исцеления «больного». В этом филолог увидела намёк на зловещую рациональную природу человека и соединение в нём добра и зла.

### Герои

#### Герман Рымбаев

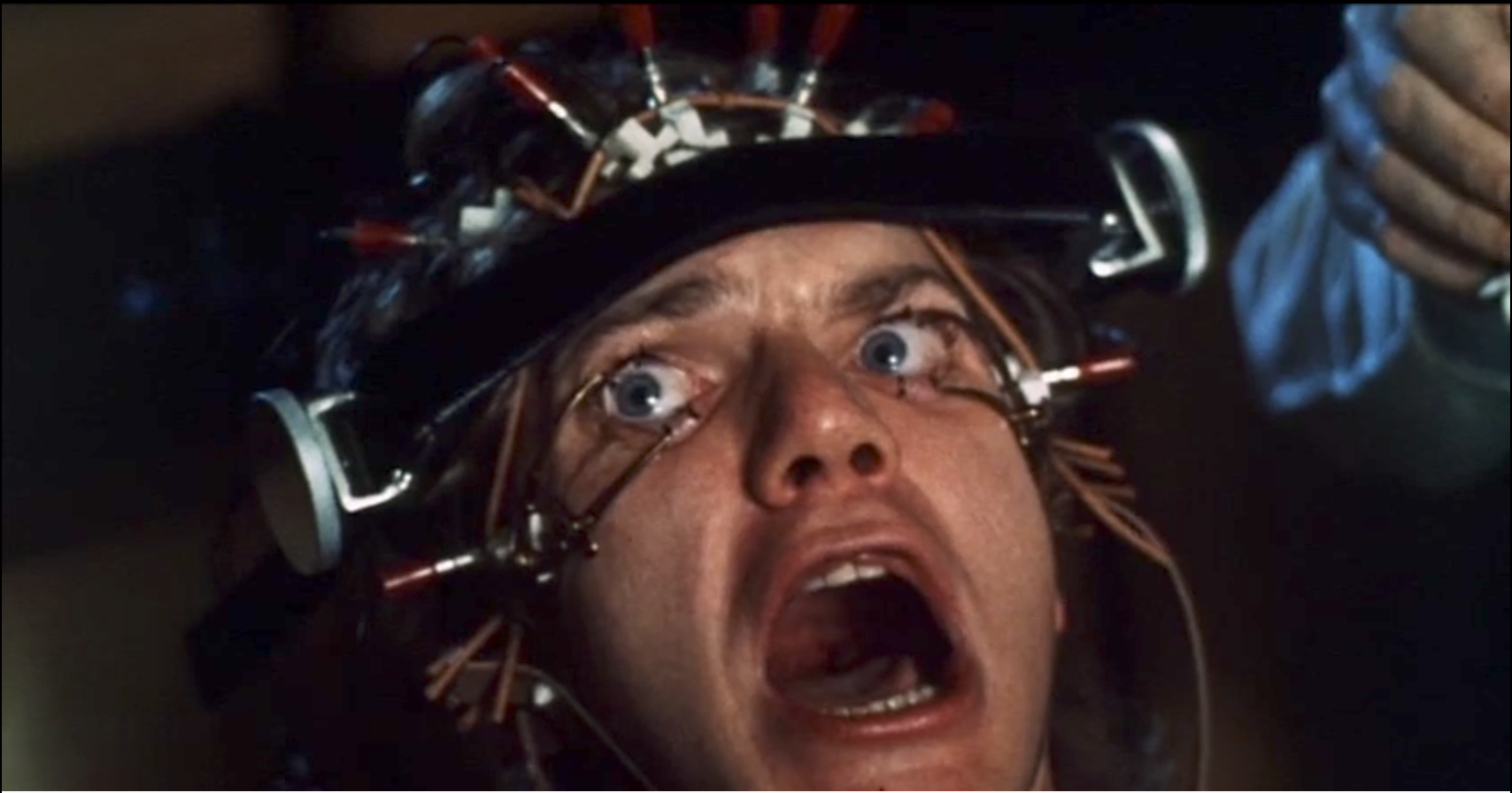
Перевоспитание Германа похоже на методику реабилитации Алекса из «Заводного апельсина»

Герман Рымбаев — пятнадцатилетний школьник, переехавший из маленького населённого пункта в крупный город. Родители подростка надеялись, что на новом месте их ребёнок получит больше возможностей для развития. Однако переезд сказался на юноше не лучшим образом: из доброго мальчика он превратился в уличного хулигана, занимающегося криминалом и с пренебрежением относящегося к учёбе. Моральное падение персонажа перекликается с серьёзными изменениями в общественной жизни СССР во второй половине 1980-х годов.
А вот с физической точки зрения парень серьёзно развился: после переезда он явно окреп и стал одерживать победы в драках. В школе у Рымбаева практически нет друзей, однако одноклассники уважают его за силу. Юноша пользуется уважением и в среде гопников, от которых получил кличку Карманный Рэмбо или просто Рэмбо. Один из немногих физических недостатков Германа — небольшой рост, вызывающий у героя стеснение.
Весной 1989 года в жизни восьмиклассника Рымбаева произошло судьбоносное событие: он попал в руки правоохранителей. При этом во время «облавы» юноша сделал всё возможное для того, чтобы его компаньоны смогли убежать. В детской комнате милиции педагог Алексей Разумовский показывает Герману диафильм «К новой жизни!». Во время просмотра школьник сидит в позе эмбриона, что может символизировать не только его подчинённое положение по отношению к наставнику, но и перерождение подростка из хулигана в будущего педагога. Просматривая «мультики», Рымбаев переживает практически тот же способ реабилитации, что и Алекс — главный герой романа Энтони Бёрджесса «Заводной апельсин». При этом на слайдах диафильма появляется «двойник» Германа, которому главный герой вынужден «подчиняться». Через некоторое время мальчик и вовсе проходит через символическое «обезглавливание». Позже выяснилось, что пережитые героем события оказались галлюцинациями и последствиями эпилептического припадка. С другой стороны, вполне допускается, что «инициация» в детской комнате милиции была реальностью. В любом случае пережитый стресс меняет подростка: он перестаёт быть хулиганом, начинает лучше учиться, а позже успешно сдаёт экзамены в пединститут. Кроме того, парень становится обладателем плёнки диафильма «К Новой жизни!», коробка с которой пришла герою по почте. Сама вещь может быть символом «договора», заключённого с наставником.
Литературный критик Михаил Бойко пытался разобраться, с каким именно психиатрическим недугом мог столкнуться главный герой романа «Мультики». Проанализировав сюжет романа, рецензент пришёл к выводу, что у Германа Рымбаева — паранойяльное расстройство со следующими проявлениями: галлюцинаторный бред, наличие сверхценных идей, бред преследования, подозрительность. Кроме того, на фоне заболевания у юноши заметны и литературные способности: несмотря на низкий уровень образованности, юноша прекрасно описывает от первого лица произошедшие с ним события. Михаил Елизаров с удивлением отнёсся к составленной Михаилом Бойко «истории болезни». Писатель не согласился с тем, что главный герой романа «Мультики» болен. При этом автор произведения отметил право рецензентов на собственную трактовку текста.

#### Разум Аркадьевич

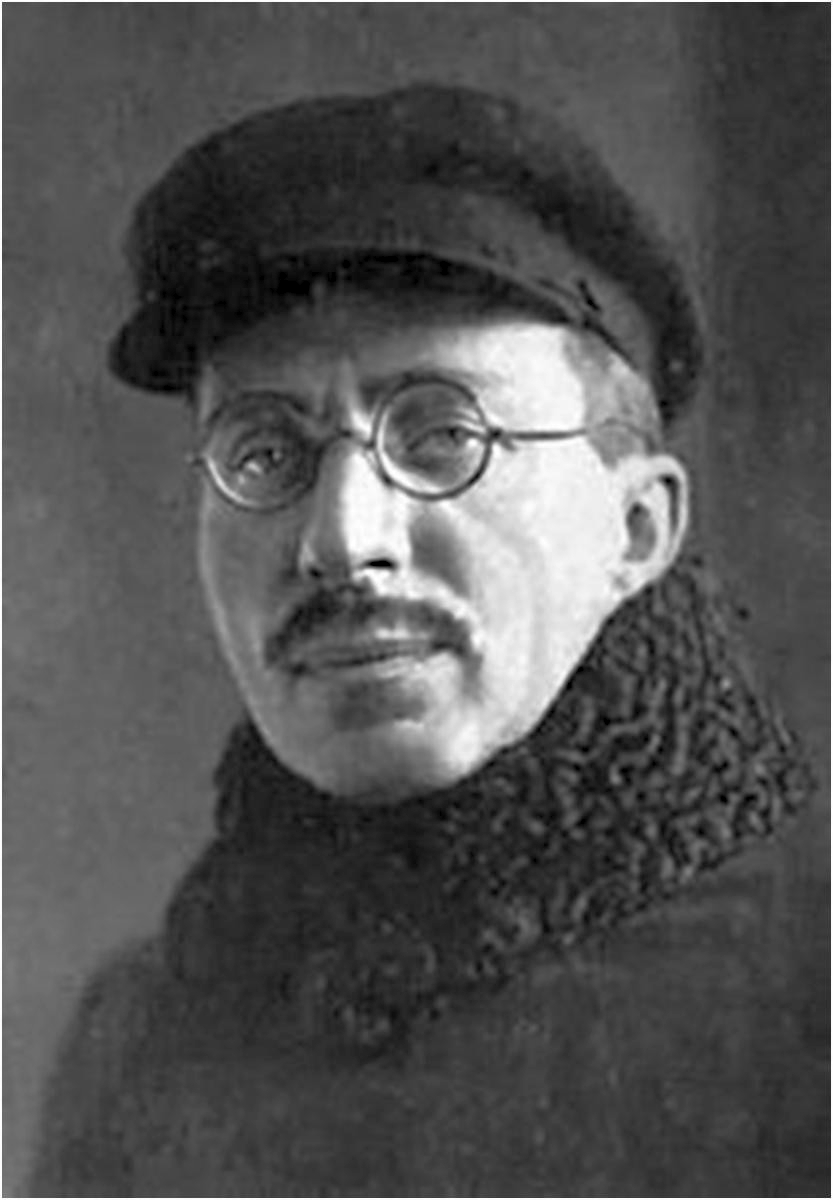
Антон Макаренко

Алексей Аркадьевич Разумовский (он же Алёша Разум и Разум Аркадьевич) — педагог, продемонстрировавший пятнадцатилетнему хулигану Герману Рымбаеву диафильм с целью исправить поведение своего подопечного. Критики Валерий Бондаренко и Яна Дексова сравнили персонажа с Антоном Макаренко. Правда, в отличие от известного советского педагога, герой избрал более специфические методы перевоспитания. В своей речи Разумовский использует немало советских фраз-штампов о реабилитации подростков-преступников («борьба за оступившегося ребёнка», «даже в самой чёрной душе закоренелого преступника есть потаённые залежи добра» и другие). Однако за этими лозунгами скрывается человек, который и сам раньше вёл преступную деятельность.
Из сюжета диафильма становится ясно, что в детстве Алёша совершал ужасные поступки. Десятилетнего ребёнка травили одноклассники, и он выбрал очень жестокий способ мести: убил и расчленил двоих одноклассников и задушил маленького мальчика. После этого Алёша совершил откровенное надругательство над трупами своих жертв: он вырезал органы, отрезал головы и «игрался» с этими частями тел. Так школьник-убийца отомстил своим обидчикам за прошлые издевательства.
Ещё одной причиной расчленения Алёшей Разумом тел убитых им детей является желание компенсировать собственный физический недостаток: мальчик «забирает» себе чужие суставы, чтобы перестать хромать. Разумеется, такой способ «лечения» ни к чему не приводит. Наличие физической неполноценности объединяет Разумовского с другими представителями «ордена» педагогов: так, Герман Рымбаев испытывает стеснение по поводу маленького роста, а наставник Алёши (Виктор Гребенюк) — по поводу стыдных наколок. По мнению Валерия Бондаренко, хромота Разумовского является намёком на олицетворение персонажем Дьявола или падшего ангела.
Скрыть совершённые преступления Алёша не смог: он попал в поле зрения правоохранительных органов. Позже медики признали мальчика невменяемым. Школьник мог провести всю жизнь в психиатрической лечебнице. Однако на помощь ребёнку пришёл педагог Виктор Гребенюк, который и сам в детстве был преступником. Наставник сумел найти с малолетним убийцей общий язык и помог ему реабилитироваться.
Во время знакомства с Германом педагог Разумовский просит хулигана, чтобы тот называл его «Разумом». Некоторые критики увидели в этом прозвище символизм. Писатель Булат Ханов пришёл к выводу, что имя Разум показывает сознательность героя и его желание стать символическим отцом для подопечного. По мнению Льва Данилкина, прозвище «Разум» говорит об олицетворении персонажем «сверх-Разума».

#### Другие герои
Борман, Козуб, Куля, Лысый, Тренер, Шева и другие — гопники и компаньоны Германа Рымбаева. Банда отличается изобретательностью и организованностью. Так, в шайке чётко распределены роли: у каждого из хулиганов — своё амплуа. Один берёт на себя роль «главного», другой играет «нервного», третий — «подлого». В банде обязательно должен быть «малой», который и начинает процесс «изъятия» денег у случайного прохожего. Хулиганы проявляли смекалку и в придумывании поводов для отъёма денег. Идея под названием «мультики» предусматривала участие двух девушек — Ани Карпенко и Светы Кириленко. Они демонстрировали свои голые тела жертвам, ловя тем самым их «на крючок». В самой банде Аня и Света выполняли роль «давалок». С одной из девушек, Аней, у главного героя и произошла первая в его жизни интимная связь. Несмотря на «уличные» успехи и сплочённость шайки, судьба почти всех её участков сложилась плачевно. Судя по ходу сюжета, за решётку попали все хулиганы, которых во время демонстрации диафильма сдал мультипликационный «двойник» Германа.
Ольга Викторовна Данько — старший инспектор Детской комнаты милиции № 7. Сотрудница правоохранительных органов старается вести себя с задержанным Германом Рымбаевым ласково, однако такая мягкость обманчива. На это указывает дальнейшая судьба главного героя: избежать тяжёлого процесса «перевоспитания» ему не удалось. По мнению Михаила Подзорного, Данько и Разумовский символизируют в романе «Мультики» власть. Однако если педагог олицетворяет власть внутреннюю, то старший инспектор — внешнюю. Кроме того, рецензент сравнил Ольгу Данько со старшей сестрой Милдред Рэтчед — героиней романа Кена Кизи «Пролетая над гнездом кукушки». Как отметил Подзорный, объединяющей чертой этих двух женских персонажей является желание отключить у «пациента» некоторые его инстинкты.
Артур Сергеевич Божко — психиатр и лечащий врач Германа Рымбаева. Именно этот медик помог юному пациенту сохранить ясный ум и пережить последствия психического недуга. При этом Божко не обошёлся без использования методов психоанализа. Рецензент Подзорный пришёл к выводу, что этот герой — более «мягкая» версия педагога Разумовского. Критик Александр Кузьменков обратил внимание на «божественную» фамилию персонажа: она может намекать на доброту героя и противопоставлять его холодному и злому Разуму.

## Реакция

### Премия «Национальный бестселлер-2011»

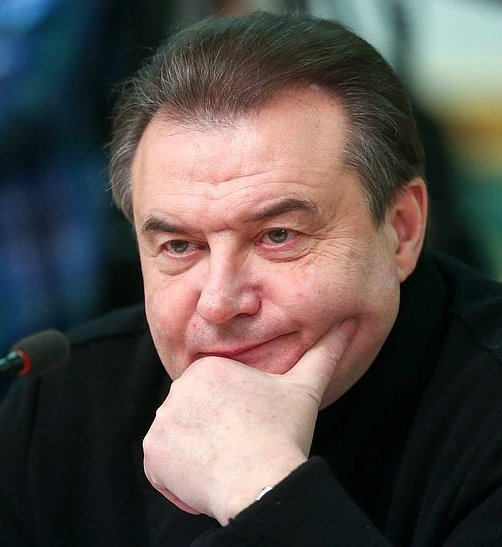
Алексей Учитель — единственный член Малого жюри, проголосовавший за книгу «Мультики»

В 2011 году члены Большого жюри литературной премии «Национальный бестселлер» выбрали 6 романов-финалистов из большого перечня, в который входило 61 произведение. В коротком списке номинантов оказался и роман «Мультики». На предварительной стадии отбора произведение Михаила Елизарова набрало 6 баллов (по 3 балла от фотографа Дмитрия Александрова и философа Александра Секацкого) и уступило только книге Дмитрия Быкова «Остромов, или Ученик чародея» — 11 баллов. Другими номинантами стали романы «Пражская ночь» (Павел Пепперштейн), «Психодел» (Андрей Рубанов), «Ты так любишь эти фильмы» (Фигль-Мигль) и «Книга без фотографий» (Сергей Шаргунов).
В финале премии за роман «Мультики» свой голос отдал только режиссёр Алексей Учитель, при этом в качестве одного из своих личных фаворитов это произведение рассматривали и двое других членов жюри — журналист Олег Кашин и музыкант Noize MC. Таким образом, книга Елизарова выбыла из борьбы за главную награду. Победителя пришлось выбирать председателю Малого жюри Ксении Собчак. Между романами, набравшими по два голоса («Остромов, или Ученик чародея» и «Ты так любишь эти фильмы»), журналистка остановила свой выбор на книге Дмитрия Быкова. При этом Собчак отметила, что из полного списка претендентов ей больше всего понравился именно роман «Мультики».

### Театральная постановка
Осенью 2020 года на сцене лофт-парка «Подземка» в Новосибирске состоялась премьера спектакля по роману «Мультики». Режиссёром стал Георгий Сурков. Персонажей произведения Михаила Елизарова сыграли актёры новосибирского «Первого театра». По словам Суркова, идея поставить спектакль по елизаровской книге принадлежала как ему, так и директору театра Юлии Чуриловой. Режиссёр отметил, что российские театралы редко ставят спектакли по произведениям современной литературы. Именно поэтому он и его коллеги приняли решение поделиться со зрителями театральной интерпретацией романа «Мультики», оставившего у Георгия Суркова сильное впечатление после прочтения.

### Критика
Литературные критики по-разному восприняли роман «Мультики». Некоторые рецензенты назвали изданную в 2010 году книгу лучшим на тот момент произведением Михаила Елизарова. Такое мнение, в частности, высказали Лев Данилкин и Вадим Левенталь. Данилкин отметил, что после отказа от шлифовки каждой фразы автору удалось написать «живой» текст. Валерий Бондаренко оценил «Мультики» выше, чем предыдущий роман Елизарова — «Библиотекарь», охарактеризовав новое произведение как более цельное, зрелое и гармоничное. За захватывающий сюжет и интересную композицию роман похвалили Александр Секацкий, Наташа Романова и Алексей Колобродов. Ксения Букша отметила юмористическую составляющую романа и хорошее описание персонажей-гопников.
Однако многие другие рецензенты раскритиковали роман «Мультики». Одна из основных претензий критиков Сергея Коровина и Владимира Титова — вторичность произведения по отношению к творчеству Виктора Пелевина, Владимира Сорокина, Эдуарда Лимонова и Энтони Бёрджесса. Елена Колядина отметила плохую сочетаемость первой и второй частей романа, а также использование автором слабых литературных приёмов (нецензурная лексика и «бородатые» анекдоты). Анне Козловой не понравилось, что автор не до конца раскрыл сюжет, заставив тем самым читателей додумывать многие моменты самим. Вячеслав Курицын назвал текст романа слабым. По мнению рецензента, автор взялся за написание «Мультиков» только ради соответствия принципу «Писатель должен давать книгу в год». При этом критик отметил хорошо переданную в романе атмосферу «развлечений» героев.
Разгромную рецензию на роман «Мультики» опубликовал Александр Кузьменков. Критик охарактеризовал произведение как «словесную жвачку второй свежести», отметив его сходство с книгами «Заводной апельсин» и «Подросток Савенко», а также с пелевинской прозой. Также литератору не понравилось наличие фактических ошибок (так, в 1980-е годы детских комнат милиции уже не было), лишних деталей (например, описание «волосатых сосков» одной из героинь), устаревших литературных приёмов («говорящие» фамилии персонажей) и нелепых словосочетаний («оскаленные звуки», «дидактическая кишка», «велосипедная эскадрилья»).